# Oliarus eryx
Oliarus eryx är en insektsart som beskrevs av Ronald Gordon Fennah 1957. Oliarus eryx ingår i släktet Oliarus och familjen kilstritar. Inga underarter finns listade i Catalogue of Life.